# Can Buixalleu
Can Buixalleu és una masia gòtica de Sant Feliu de Buixalleu (Selva) inclosa a l'Inventari del Patrimoni Arquitectònic de Catalunya.

## Descripció
Antiga masia, orientada al sud-est, situada al nucli de Sant Feliu de Buixalleu.
L'edifici principal, ha anat creixent a partir d'altres cossos annexes, segons les necessitats del moment.
L'habitatge principal, consta de planta baixa, pis i golfes.
A la planta baixa hi ha, la porta d'entrada en arc de mig punt fornat per dovelles de pedra, que està tancada. Al costat esquerre, hi ha una porta en arc pla, al costat de la qual hi ha una finestra amb reixa de ferro forjat semicircular, amb ampit, coronada per un semi-con, igual que la que hi ha al costat dret de la porta en arc de mig punt.
Al pis, destaca una finestra d'estil gòtic amb arc conopial i arquets, que ha estat tapada. Una altra amb llinda monolítica i brancals de pedra també està tapada. A cada extrem, hi ha un balcó.
A les golfes, quatre finestres d'una gran senzillesa de forma rectangular.
Al costat esquerre, hi ha un edifici annex al que s'hi accedeix a través d'unes escales exteriors. Al costat dret, adossada, una petita construcció on destaca una finestra amb reixa de ferro forjat semicircular, amb ampit, coronada per un semi-con
A la part posterior hi ha altres cossos adossats.
La façana de l'edifici principal està arrebossada i pintada.

## Història
Consta que la masia va tenir documents del segles IX-X que durant la guerra civil de 1936-1939 els van amagar en una mina i se'ls van podrir.